# إيدجووتر (كولورادو)
إيدجووتر (بالإنجليزية: Edgewater, Colorado)‏ هي مدينة تقع في مقاطعة جيفيرسون بولاية كولورادو في الولايات المتحدة. تبلغ مساحتها 1.8 (كم²)، وترتفع عن سطح البحر 1640 م، بلغ عدد سكانها 5170 نسمة في عام 2010 حسب إحصاء مكتب تعداد الولايات المتحدة وتصل الكثافة السكانية فيها 3025 نسمة/كم2.

## وصلات خارجية
- City of Edgewater